# Scalextric
Scalextric es un fabricante de modelos en miniatura de coches de tracción eléctrica para carreras sobre pistas con una ranura que hace de guía y de toma de corriente, también llamados slot.
El nombre de Scalextric proviene de la contracción de Scale X (o escala variable) y Electric. "Scalex" ("escala variable") fue el nombre escogido, ya que al principio la escala de los modelos era muy variable. Finalmente, la escala resultó ser de aproximadamente  1/32, aunque puede variar de un modelo a otro, especialmente en los modelos de rally.
La denominación Scalextric se ha convertido, al menos en España, en un nombre genérico para este tipo de coches eléctricos de modelismo.

## Historia
Scalextric deriva de la marca "Scalex", que era una gama de coches de carreras de juguete impulsados por un mecanismo de cuerda, fabricados por primera vez en 1952 por la firma inglesa Minimodels Ltd. Su inventor, Fred Francis, mostró los coches de Scalextric (contracción de las palabras "Scalex" y "electric") en la feria anual de juguetes de Harrogate de 1957. En 1958 Minimodels, la empresa de Fred Francis, al no poder cumplir con la demanda de producción, realizada de forma artesanal, vendió la compañía a Lines Bros Ltd, que funcionaba como Tri-ang. Su filial Rovex, especializada en plástico, desarrolló Scalextric convirtiendo los coches metálicos a moldes de plástico. Cuando Lines Bros. cerró, su filial Rovex-Triang fue vendida y se convirtió en Hornby Railways.
En 1962, la inglesa Lines Bros. Ltd., que por entonces poseía la patente de Scalextric, llegó a un acuerdo con Exin para comercializar sus productos en la península ibérica.
En un primer acuerdo, las dos compañías solo se plantearon fabricar allí pistas y transformadores, importándose los coches miniatura desde la casa matriz. Posteriormente se pasó a fabricar todas las piezas en España.
Tras la desaparición de EXIN, los derechos de fabricación, sólo en España, pasaron primero en 1993 a Tyco Toys, en 1998 a TecniToys y desde 2012 a Fábrica de Juguetes, fabricante actual sólo para España, ya que en el resto del mundo los derechos le corresponden a Hornby Hobbies.
En la actualidad, Fábrica de Juguetes ha desarrollado unas carreras con hasta 6 coches en pista y mandos inalámbricos, que mediante la última tecnología en Slot, WOS (Wireless Overtaking System, o Sistema de Adelantamiento Inalámbrico), añade más realismo a las carreras. Pero este no es el único sistema digital, ya que Scalextric Hornby también ha desarrollado uno que permite que varios autos corran en un mismo carril.
Internacionalmente, los coches distribuidos en España como Scalextric dejaron de producirse en 2001. Desde entonces y hasta la actualidad, la importación oficial de Superslot corre a cargo de la empresa Electrotren.

## Los dos Scalextric
Dos empresas se reparten la marca Scalextric en territorios diferentes: Hornby y Scale Competition Xtreme, sl.

### Hornby (Gran Bretaña, Scalextric-Superslot)
Fabricante inglés, Hornby es hoy propietario de la marca Scalextric en todo el mundo, salvo en España, México y Rusia. Por razones históricas de derecho de licencias, Hornby comercializa sus productos en España bajo la marca Superslot. La gama actual de productos analógicos, también llamada "Scalextric Sport", sigue siendo compatible con la antigua gama "Scalextric Classic" gracias a unos tramos de vía adaptadores. Incluso en digital, se puede mezclar con otros fabricantes, siempre que los desvíos y los accesorios digitales (Cuenta Vueltas, etcétera) sean todos de "Scalextric Digital".

### Scale Competition Xtreme, S.L. (España, Scalextric-SCX)
El fabricante español, Scale Competition Xtreme SL, vende sus productos en todo el mundo (excepto en España, México y Rusia) bajo la marca SCX. En estos países los vende bajo la marca Scalextric, puesto que es propietaria de los derechos. El riesgo de confusión es grande, teniendo en cuenta que los dos Scalextric no son totalmente compatibles, particularmente en la versión digital. En analógico se pueden mezclar las dos marcas Scalextric (la española y la inglesa), el "Classic", el "Sport" o "Superslot", SCX. En digital, todo el sistema español SCX es totalmente específico y no es compatible con ninguna otra marca, inicialmente ni siquiera con SCX analógico. En efecto, el fondo del raíl es específico, las garras son específicas e incluso las guías de los coches son específicas. Esto ha cambiado y desde hace algunos años la casa española ha unificado las vías y utiliza el mismo modelo para digital y analógico.

## Coleccionismo
La marca Scalextric tiene cientos de miles de adeptos en todo el mundo. En los últimos años el fenómeno del coleccionismo ha ido en aumento gracias a la aparición de foros especializados en las redes sociales.

## Otros fabricantes
En lo que se refiere a fabricantes que compiten en el mercado con Scalextric, en 2011 existían otras marcas de coches de slot como las de la siguiente lista; las marcas enlistadas son marcas españolas (salvo las que especifiquen lo contrario).
- Ninco
- Exin
- Autoart (China)
- Avant Slot
- Hobby Slot Racing
- Fly
- Team Slot
- NSR (Italia)
- Spirit*
- Slot.it (Italia)
- MRRC (Gran Bretaña)
- Gom
- Reprotec
- Carrera (Austria)
- Jiada (China)
- DNS
- MSC
- Sloting Plus
- Scaleauto
- Black Arrow

## Tecnología actual
Scalextric ha introducido mejoras con el paso de los años, como por ejemplo adelantamientos, cambios de carril, boxes, etcétera. Entre otros cambios, se incluyen:
- Dirección de tipo F1.
- Guía A.R.S.
- Chasis detallado.
- Chasis basculante.
- Luces alta intensidad efecto Xenón.
- Guía con suspensión.
- Tracción total (4X4).
- Iman extraíble y regulable.
- Brazo basculante Off Road.
- Guía Off Road.
- Suspension Off Road.
- Sistema WOS (en el que se permite jugar con hasta 6 jugadores).

## Accesorios
- Electrónicos:
  - Control de Tiempos Electrónico.
  - Cuentakilómetros Electrónico.
  - Semáforo EVO1.
  - Cuentavueltas Electrónico EVO1.
  - Trainer 1 y 2. (Compite contra el trainer)
  - Transformador. (14 y 16 v.)

- Partes del coche: subchasis, neumáticos, etcétera.

- Mandos:
  - Resistencias (20Ω y 45Ω)
  - Turbo. (Dos velocidades: junior y expert)
  - Por infrarrojos EVO1.
  - De velocidad. (Normal)

- Pistas:
  - Puente Completo.
  - Cambio de rasante.
  - Salida Le Mans.
  - Sistema de elevación de pistas.
  - Peralte regulable.
  - Cambio de pista en curva.
  - Curvas: superexterior, interior, Exterior, Standard, superdeslizante standard, superdeslizante interior, Curva Super Racing y curva peraltada.
  - Pista de conexiones.
  - Rectas de diversas medidas (350, 175 y 87 mm).
  - Cambio de pista.
  - Gran Chicane.
  - Pista de conexiones plus.
  - Pack crono Rally para circuito de un solo carril cronometrado.

Con toda esta variedad de pistas se pueden diseñar trazados de hasta 8 carriles.
- Decoración:
  - Figuras, Carpa y taller rally.
  - Figuras, Boxes y Tribuna de F1.
  - Protección de seguridad.
  - Vallas de publicidad (Bridgestone, Ericsson, Mobil, Magneti Marelli, Total, BP, Agip, Vodafone y Momo).